# Asado castigliano

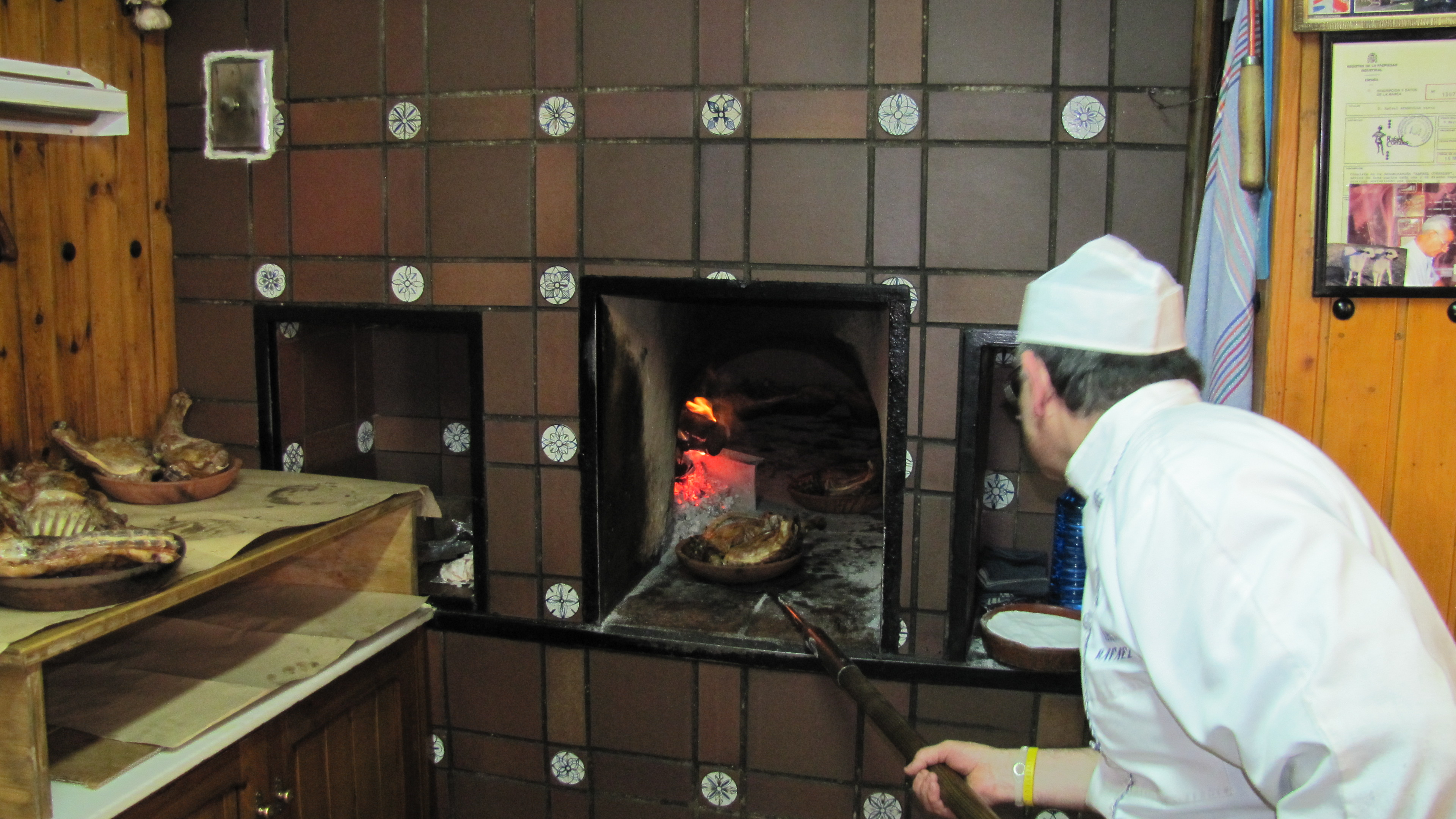
Il forno a legna è lo strumento fondamentale per l'asado castigliano, Aranda de Duero.

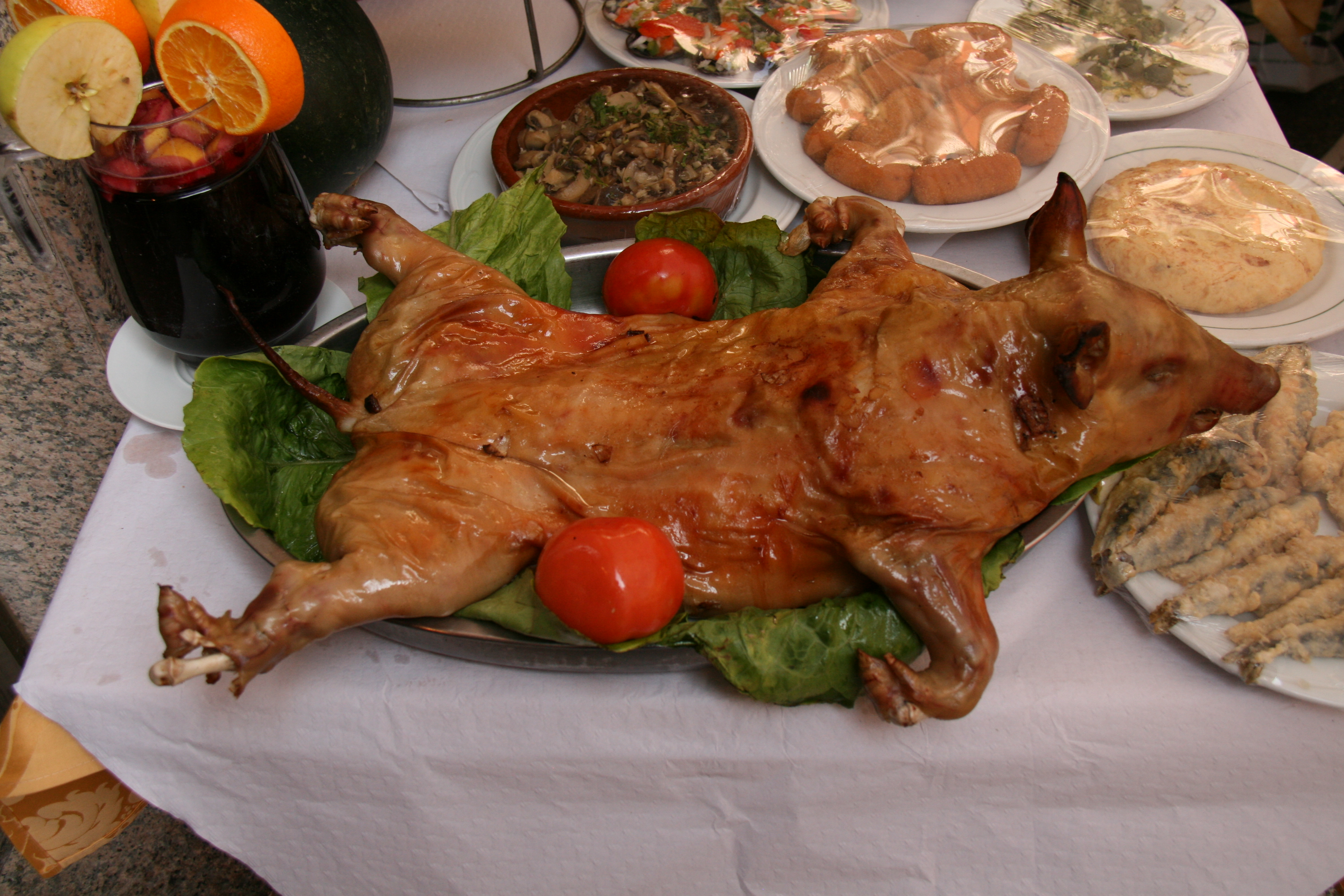
Cochinillo asado in stile castigliano, offerto in un tipico menú turístico

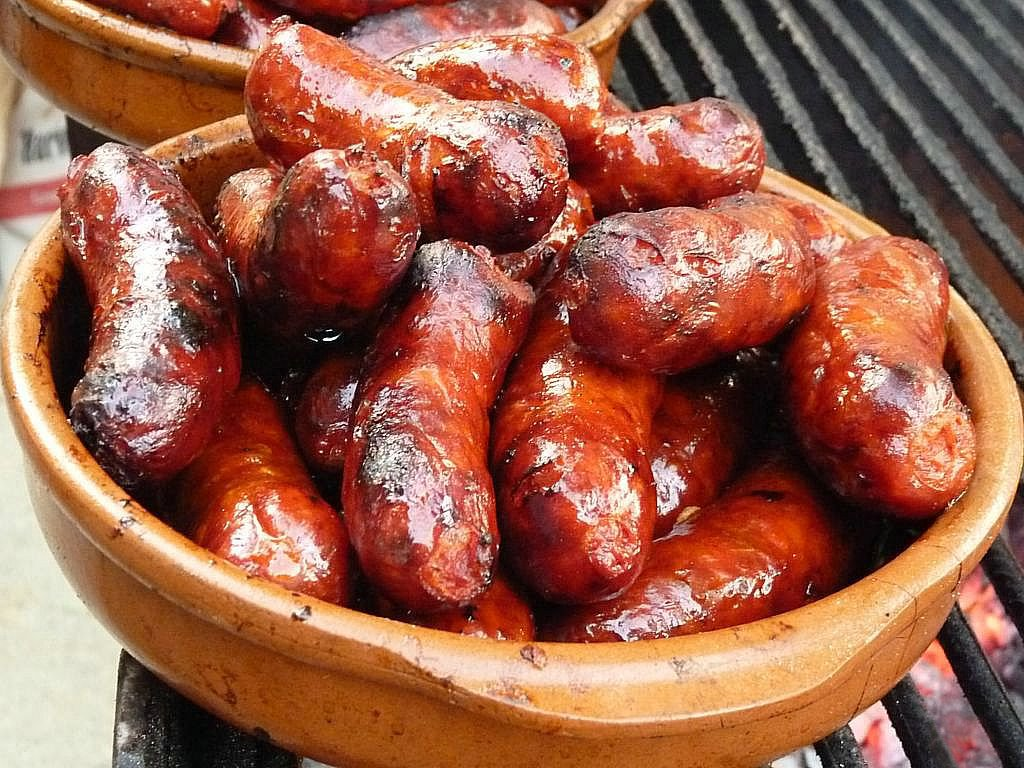
Chorizo di asado in tegame di terracotta

L'asado castigliano o asado spagnolo è un piatto di asado di carne farcito, tradizionale della cucina spagnola.
É una preparazione tanto tipica della regione della Castiglia che è diventato un simbolo della sua gastronomia.
Si caratterizza per l'impiego di un forno a legna, tradizionalmente costruito con terracotta o di Adobe 
La carne viene posta in una scodella costruita con materiale ignifugo come un tegame di terracotta.
In alcune province come a Segovia, Burgos e Soria è molto diffuso l'asado d'agnello.